# Matteo Davenia
Matteo Davenia, född 7 januari 1993 i Milano, är en italiensk racerförare.

## Racingkarriär
| År                                               | Klass/Mästerskap                           | Team             | Bil                     | Totalt/poäng | Bästa placering        |
| ------------------------------------------------ | ------------------------------------------ | ---------------- | ----------------------- | ------------ | ---------------------- |
| 2008                                             | Italienska F3-mästerskapet                 | Europa Corse     | Dallara F308 (Fiat)     | -/0p         | ?                      |
| 2009                                             | LO Formula Renault 2.0 Suisse              | Cram Competition | Tatuus FR2000 (Renault) | 14:e/36p     | 9:a på Spa (Race 1)    |
| 2009                                             | Formula Renault 2.0 Italia                 | Cram Competition | Tatuus FR2000 (Renault) | 30:e/2p      | 14:e på Monza (Race 2) |
| 2009                                             | International Formula Master               | Cram Competition | Tatuus IFM (Honda K20A) | -/0p         | 12:a på Brno (Race 2)  |
| 2009                                             | International Formula Master - Rookies     | Cram Competition | Tatuus IFM (Honda K20A) | 11:a/4p      | ?                      |
| 2009                                             | Formula 2000 Light Italy                   | CO2 Motorsport   | Tatuus FR2000 (Renault) | 23:a/36p     | 5:a på Misano (Race 2) |
| 2010                                             | Campionato Italiano Formula ACICSAI Abarth | Cram Competition | Tatuus FA010 (FPT)      | 19:e/9p      | 5:a på Misano (Race 1) |
| 2011                                             | European F3 Open                           | RP Motorsport    | Dallara F306 (Toyota)   | 19:e/7p      | Tre åttondeplatser     |
| Senast uppdaterad: 2011-12-11 (4779 dagar sedan) |                                            |                  |                         |              |                        |